# Neverwas (muziek)
Neverwas (ook wel NeverWas) is de filmmuziek gecomponeerde door de Amerikaan Philip Glass voor de film met dezelfde titel. Neverwas is een film gebaseerd op een fantasyboek van Thomas Leonard Pierson, geregisseerd door Joshua Michael Stern.
De filmmuziek voor orkest bestaat uit 17 fragmenten, die bij elkaar een soort suite vormen. Het begin van de filmmuziek is niet meteen te herkennen als muziek van Glass, terwijl er toch al enige herkenningspunten zijn, bijvoorbeeld de zich herhalende intervallen. Hoe meer de suite vordert des te duidelijker wordt de minimal music-signatuur van Glass. Bij het fragment Weirder and Weirder komt de muziekstijl van Glass helemaal bovendrijven om daarna niet meer weg te gaan.

## Delen
1. Main Title Neverwas (4:07)
2. I Want the Job (2:21)
3. Hi Gabriel (1:42)
4. Meeting Maggie (2:33)
5. First Patient (3:55)
6. Records Room (3:27)
7. The Pierson Estate (1:54)
8. Remembering Thomas (2:27)
9. I am the King(2:14)
10. Weirder and Weirder (2:45)
11. You're a Reporter! (4:45)
12. Dungeon Break (4:29)
13. The Riverknight (2:31)
14. Discovering Neverwas/Ghastly Arrives (2:55)
15. The Castle/"My Name is Zachary Small" (3:51)
16. End Titles (4:18)
17. Neverwas Restored (2:03)

De film ging in première op 4 augustus 2005, hetgeen dus ook beschouwd kan worden als de première van de “suite”.

## Bron en discografie
- Uitgave Orange Mountain Music 52: Philip Glass Ensemble o.l.v. Michael Riesman